# 保力達B
保力達B（英語：Paolyta-B，俗稱「阿達仔」）原名保力達，是保力達調配生產的藥酒。據統計，保力達B市佔率為同類型飲品的前兩名，年銷量達1億瓶以上，營業額則達新臺幣近百億元；而銷售對象多為藍領階層。
保力達B含8%以上酒精，且含當歸、人參及川芎等多種中藥抽出液，曾被行政院衛生署定位為指示用藥中提神兼補充營養的藥酒。不過從1956年首度上市以來，保力達B就被臺灣民眾普遍視為機能飲料或酒類來誤用。保力達B飲用者也常以椰奶、果汁、啤酒、米酒、高粱酒、咖啡、烏龍茶、綠茶，或蠻牛、紅牛等提神飲料，或維他露P、維大力、可樂、沙士等碳酸飲料來混合飲用（俗稱「工地雞尾酒」、「工地調酒」）。
保力達B之競爭對手為維士比。南臺灣以保力達B較流行，北臺灣以維士比較流行，俗稱「南達北比」。但其實保力達源自北部，發源於臺北新莊；維士比源自南部發源於高雄鳳山。

## 管理歸屬
中華民國法律《藥事法》規定，保力達B屬於含酒精的內服藥劑，其成分含有中藥萃取物及胺基酸等內容物，屬「醫事指示用藥」，只允許在藥局或藥房販售。但實際上，一般藍領勞工購置管道多來自檳榔攤或雜貨店。

## 調查紀錄
國立台灣大學健康政策與管理研究所副教授鄭雅文與博士生鄭婉汝透過全國性調查發現，有6%的男性工作者每週至少會飲用一次「含酒精性」提神飲料。而在每週至少飲用一次的男、女酒精成癮率，已達38.7%與23.3%。在飲用率最高之三族群為營建工（21.9%）、體力搬運工（17.8%）和農林漁牧人員（14.4%）。另超過60%勞工會在「工作前、中」飲用，尤其是「高風險職業環境」勞工。

## 外部連結
- 保力達 （页面存档备份，存于）
- 保力達購物網（页面存档备份，存于）
- 水蠻牛 為你加油的Facebook專頁
- 冰火ICE FIRE的Facebook專頁
- YouTube上的保力達B頻道